# Bégrolles-en-Mauges
Bégrolles-en-Mauges ist eine französische Gemeinde mit 2.115 Einwohnern (Stand: 1. Januar 2022). Sie liegt im Département Maine-et-Loire in der Région Pays de la Loire. Bégrolles-en-Mauges gehört zum Arrondissement Cholet und ist Mitglied im Gemeindeverband Cholet Agglomération. Die Einwohner werden Bégrollais und Bégrollaises genannt.

## Geografie

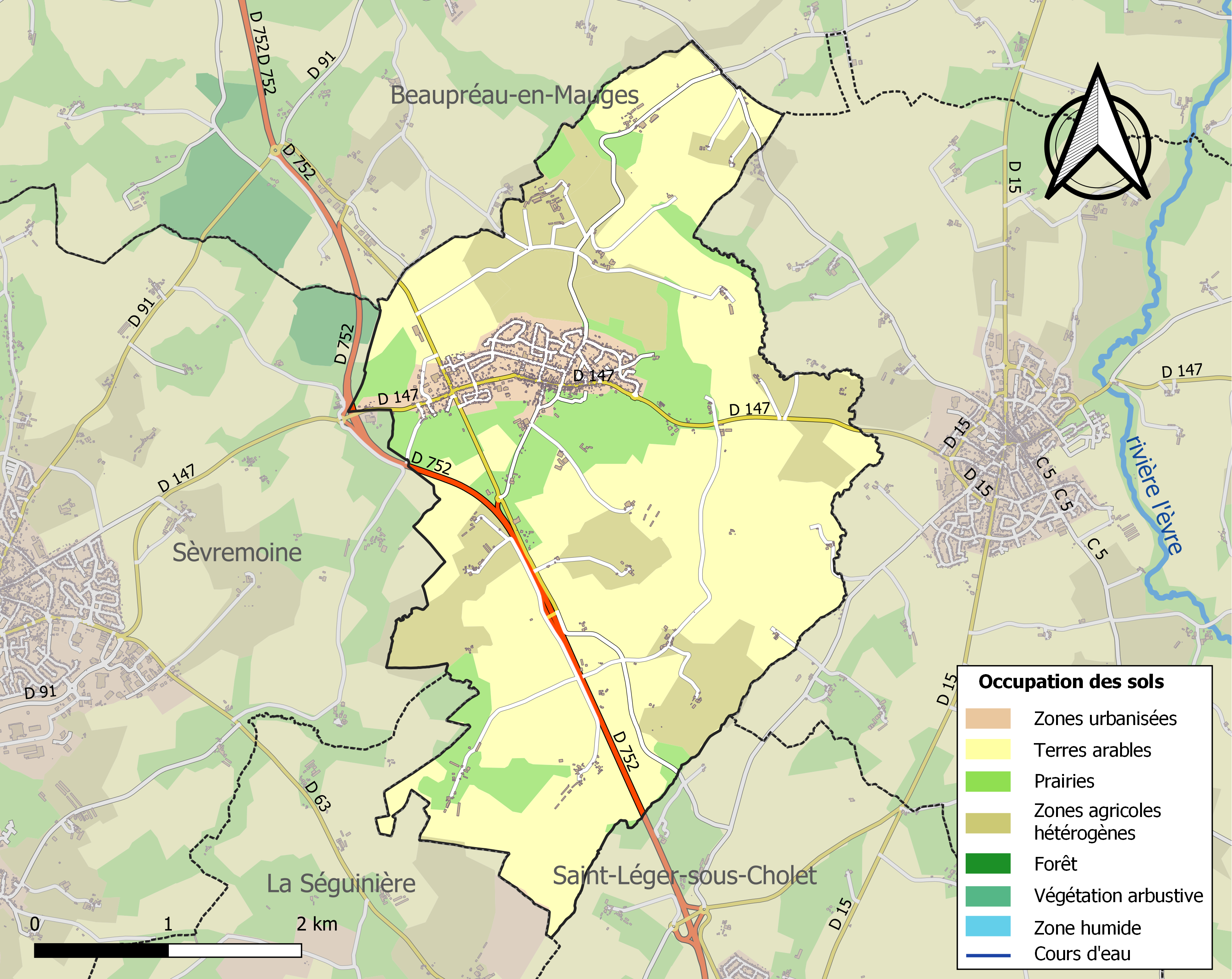
Bodennutzung und Infrastruktur der Gemeinde (2018)

Bégrolles-en-Mauges liegt etwa 10 Kilometer nordnordwestlich von Cholet und etwa 48 Kilometer ostsüdöstlich von Nantes in der Région naturelle Mauges. Die Gemeinde befindet sich im Einzugsgebiet der Loire und wird vom Beuvron, vom Ruisseau de Chanteloup, vom Ruisseau de l’Arondeau, vom Flüsschen Avresne, vom Ruisseau de l’Épinette und verschiedenen kleineren Bächen entwässert. Etwa 94 % der Fläche der Gemeinde werden landwirtschaftlich genutzt.
Umgeben wird Bégrolles-en-Mauges von den Nachbargemeinden Beaupréau-en-Mauges im Norden, Le May-sur-Èvre im Osten, Saint-Léger-sous-Cholet im Südosten, La Séguinière im Süden und Südwesten sowie Sèvremoine im Westen.

## Bevölkerungsentwicklung
| Jahr                       | 1962 | 1968 | 1975 | 1982 | 1990 | 1999 | 2006 | 2013 | 2020 |
| Einwohner                  | 1104 | 1146 | 1254 | 1435 | 1520 | 1531 | 1721 | 1977 | 2126 |
| Quellen: Cassini und INSEE |      |      |      |      |      |      |      |      |      |

## Sehenswürdigkeiten
- Kloster Notre-Dame von Belle-Fontaine, 1120 gegründet, während des Aufstands der Vendée um 1794 zerstört, im 19. Jahrhundert wieder errichtet
- Kapelle Notre-Dame-de-Bon-Secours in Belle-Fontaine, vermutlich im 17. Jahrhundert erbaut
- Kirche Notre-Dame
- Windmühle Les Landes, zwischen 1835 und 1850 errichtet, seit 1975 als Monument historique eingeschrieben
- Haus, genannt „Le Logis“, aus dem 19. Jahrhundert
- Schloss La Guérinière aus dem 17. und 18. Jahrhundert
- Wegekreuze

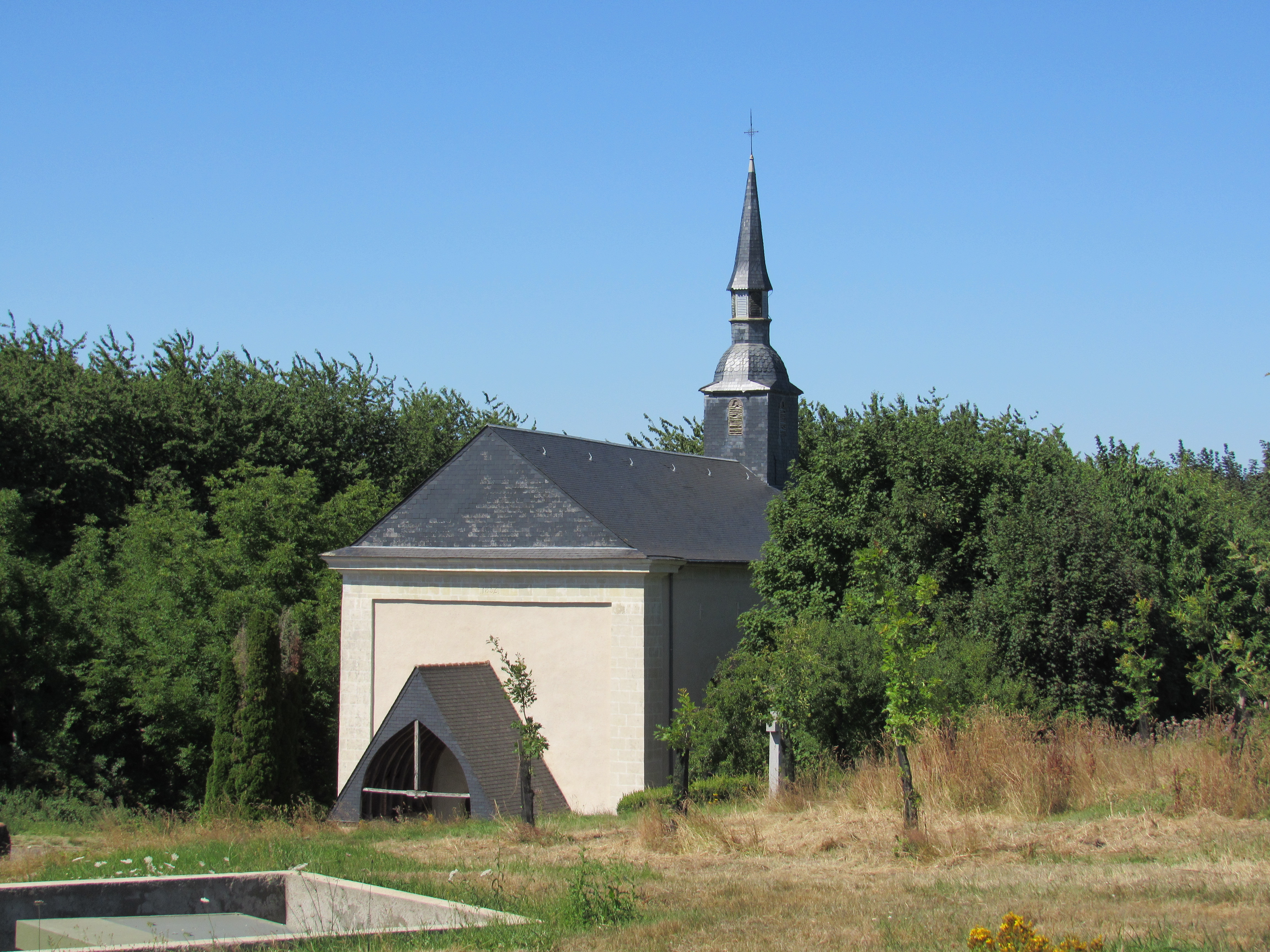
Kapelle Notre-Dame-de-Bon-Secours
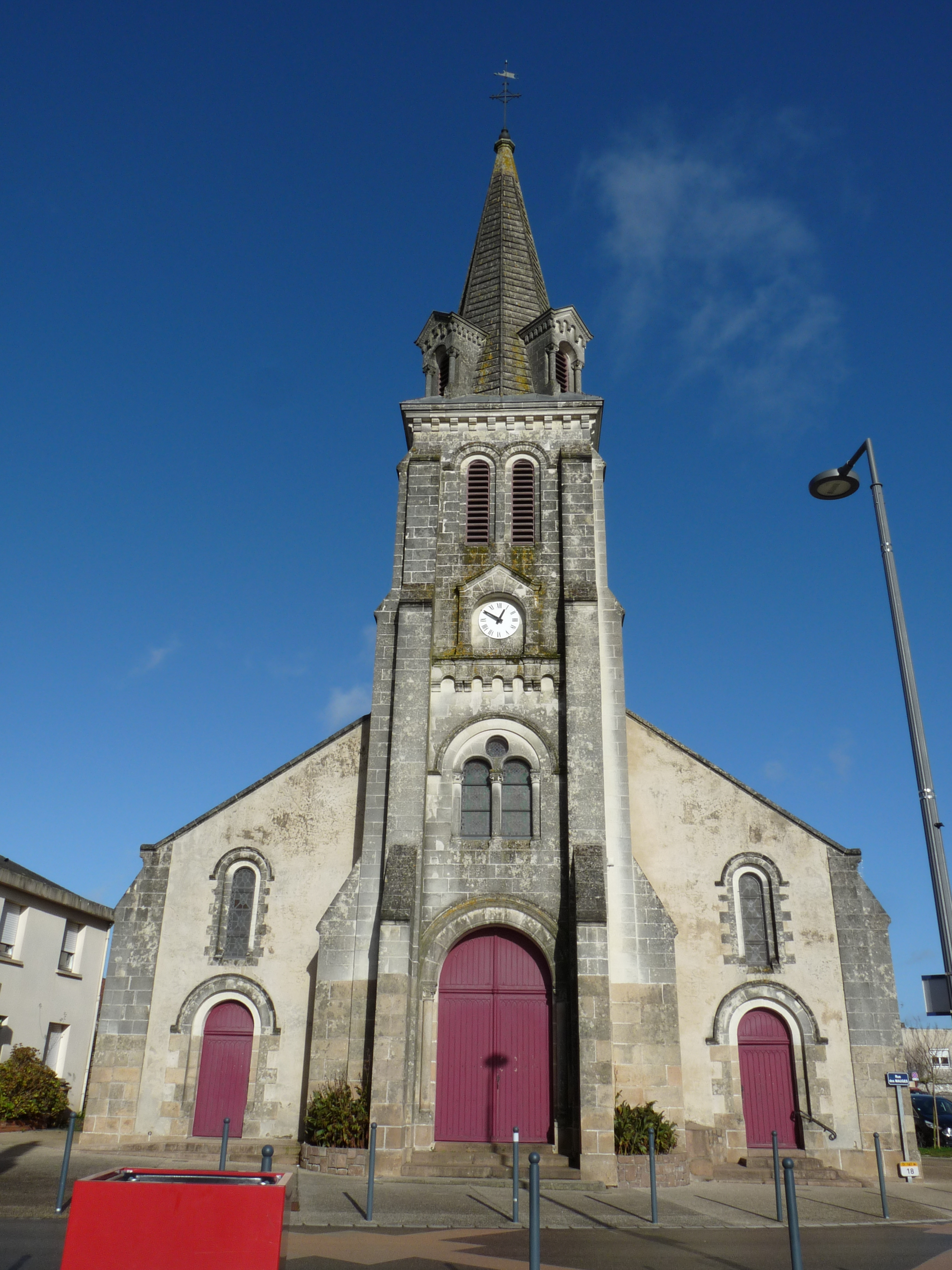
Kirche Notre-Dame

## Verkehr
Bégrolles-en-Mauges wird von der Departementsstraße D 752, der ehemaligen Route nationale 752, von Loireauxence über Beaupréau-en-Mauges im Norden und nach Cheffois über Saint-Léger-sous-Cholet und Cholet im Süden durchquert, wobei das Zentrum selbst umfahren wird. Die Departementsstraße 147 verbindet die Gemeinde mit Sèvremoine im Westen und mit Le May-sur-Èvre im Osten. Eine Buslinie der Transportgesellschaft Choletbus des Gemeindeverbands verbindet die Gemeinde mit Cholet.

## Persönlichkeiten
- Jean Victor Tharreau (1767–1812), französischer General während der Französischen Revolution und des Ersten Kaiserreichs, geboren in Bégrolles-en-Mauges